# 香港各界慶典委員會

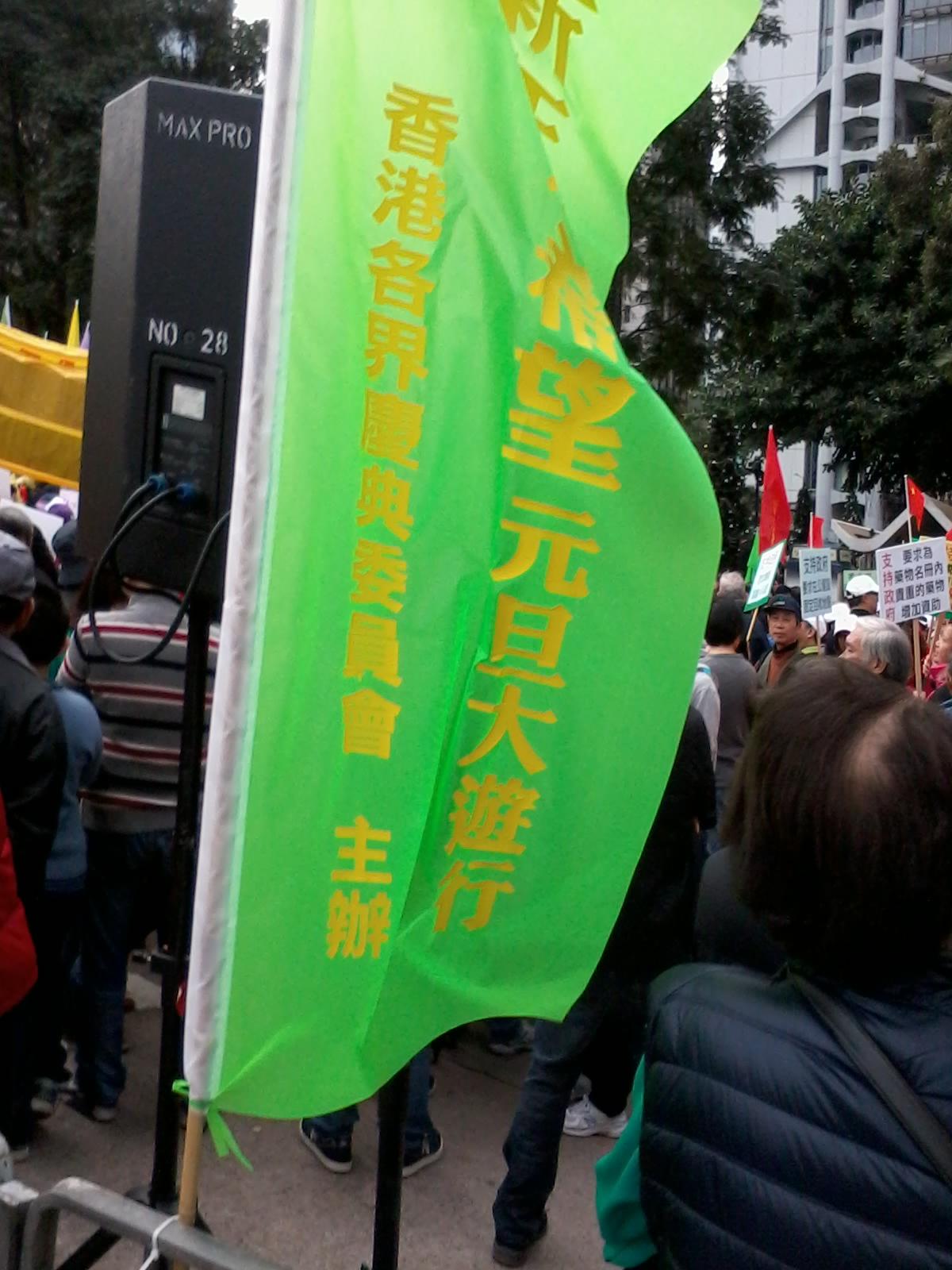
香港各界慶典委員會

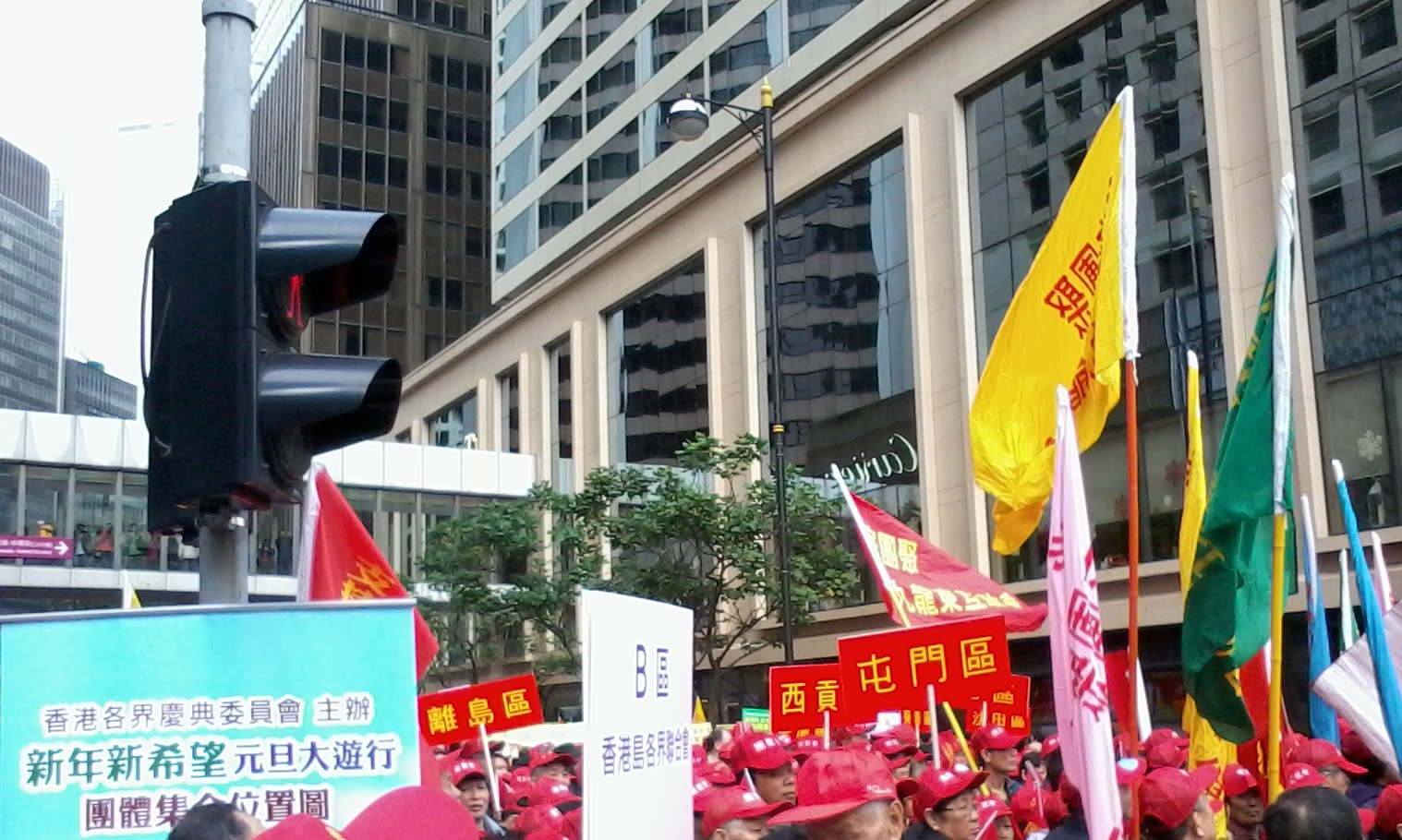
2013年香港元旦大巡遊

香港各界慶典委員會是一個2006年成立的香港社團聯會，統籌香港不少親政府的慶典活動，以委員會形式組織，成員來自香港各界親政府組織，包括政黨工會商會舊生會及街坊福利會等，約有數百個團體。資源共享成就香港主權移交以來的各大親政府慶典，最盛大的是每年舉辦，已經15年多的元旦愛國勝利大巡遊，是一個嘉年華或的巡遊。每年元旦早上，中環遮打道公園集合，10時起步由中環經金鐘、軒尼詩道、怡和街，終點有時在香港政府大球場、維多利亞公園等。近年終點到政府總部添馬艦公園等。自創會以來，鄭耀棠一直為其執行主席。

## 外參考
1. ↑  .   [2013-02-13]. （原始内容存档于2018-10-25）. （页面存档备份，存于）
2. ↑  .   [2013-01-09]. （原始内容存档于2013-01-08）. （页面存档备份，存于）